# James Gavin
James Maurice Gavin, nascut James Nally Ryan, (Brooklyn, Nova York, 22 de març de 1907 - 23 de febrer de 1990) va ser un militar dels Estats Units, que arribà fins al rang de Tinent General. Rebé els malnoms "Jumpin' Jim" i "The Jumping General" (El General que salta) pel fet que prenia part en els salts de combat amb els paracaigudistes als que manava. Va ser el general que comandà una divisió més jove de la Segona Guerra Mundial. Durant el combat, era conegut pel seu costum de portar un fusell M1 Garand, en oposició a les pistoles tradicionalment portades pels oficials. Els seus homes també l'anomenaven "Slim Jim" per la seva figura atlètica. Gavin lluità contra la segregació racial a l'exèrcit americà, amb la qual cosa guanyà certa notorietat.

## Biografia
James M. Gavin va néixer el 22 de març de 1907. Els seus pares eren immigrants irlandesos. Amb uns dos anys va ser deixat a l'Orfenat del Convent de la Caritat a Brooklyn, on s'estigué fins que va ser adoptat amb dos anys (dels qui adoptà el cognom Gavin). El seu pare era miner, i Gavin va veure's obligat a abandonar l'escola amb només 12 anys per posar-se a treballar i poder ajudar la família.
Donades les condicions difícils a la llar, així com les limitades expectatives de futur que se li oferien (doncs els seus pares volien que també fos un miner del carbó), Gavin decidí marxar de casa. Al març de 1924, data del seu 17è aniversari, agafà el tren nocturn cap a Nova York. El primer que va fer allà va ser enviar un telegrama als seus pares dient-los que estava bé (per evitar que ho denunciessin a la policia); i començà a buscar feina a Nova York.

### Allistament a West Point
A final de març de 1924, Gavin parlà amb un oficial de reclutament de l'Exèrcit. Com que encara no tenia divuit anys, necessitava l'autorització paternal per allistar-se. Sabedor de què els seus pares mai no li deixarien, va dir que era orfe. Davant d'aquest fet, l'oficial el portà amb un parell de nois més, també orfes, davant d'un advocat, el qual es declarà el seu tutor i signà el consentiment.
L'1 d'abril de 1924, Gavin ingressà a l'Exèrcit, i va ser destinat al Panamà. La seva preparació bàsica la realitzà a la seva unitat, l'Artilleria Costanera de Fort Sherman, a on serví amb un canó de 155mm. Panamà no era un bon lloc pels soldats, donades les seves altes temperatures i els mosquits transmissors de la malària. Tot i aquestes condicions adverses, Gavin recordaria aquests temps a Panamà amb afecte.
Gavin passà gran part del seu temps lliure dedicat a la lectura. Havia hagut d'abandonar els estudis de ben jove per ajudar a la seva família, i sentia les seves mancances educatives. A més, realitzà excursions per la regió, intentant satisfer la seva curiositat sobre tot. El Sergent Primer Williams, reconeixent el seu potencial, el va convertir en el seu ajudant; promocionant-lo a Caporal sis mesos després.
Desitjava progressar a l'exèrcit, i seguint el consell de Williams, accedí a una escola local de l'exèrcit, des d'on els millors graduats tindrien l'oportunitat d'anar a West Point. Gavin superà les proves físiques i va ser enviat juntament amb una dotzena d'homes més a una escola a Belize. Inicià el curs l'1 de setembre de 1924. Després d'un mes hagué de superar un altre examen per poder seguir el curs principal de 4 mesos. Per tal de preparar-se pels exàmens d'accés a West Point, Gavin va tenir un altre mentor, el tinent Percy Black, des de les 8 del matí fins al vespre li donava classes d'àlgebra, geometria, anglès i història. Superà els exàmens i, amb l'ajut de Black, va poder accedir a West Point.
Gavin arribà a West Point a l'estiu de 1925. Als formularis d'ingrés, indicà que tenia 21 anys (en lloc de 18), per amagar el fet que era massa jove quan ingressà a l'exèrcit. Com que no tenia els fonaments educatius necessaris per entendre els temaris, es llevava a les 4:30 del matí per llegir al lavabo, car era l'únic lloc amb prou llum per llegir. Després de 4 anys de treball dur, es graduà al junt de 1929. A l'anuari de 1929 es menciona el fet que Gavin havia estat soldat abans de cadet. Després de la seva graduació i de la promoció a Tinent de Segona es casà amb Irma Baulsir el 5 de setembre de 1929.

### Destins diversos
Gavin va ser destinat al Campament Harry J. Jones a Arizona, al 25è Regiment d'Infanteria (un dels regiments íntegrament formats per negres). Allà s'hi va estar 3 anys. Tot just després va assistir a l'Acadèmia d'Infanteria de l'Exèrcit a Fort Benning (Geòrgia. L'escola estava dirigida pel coronel George Marshall, qui s'havia portat a Joseph Stillwell per comandar el departament de tàctica. Allà Gavin va trobar el que estava cercant: un exèrcit actiu a la recerca d'innovació i noves possibilitats.
Marshall i Stilwell van ensenyar als seus alumnes a no seguir exactament les ordres escrites al peu de la lletra, sinó que a prendre-se-les com una guia pels comandants de cap, deixant-los tota la responsabilitat tàctica d'acord amb el moment (que era al contrari de com es feia llavors a l'exèrcit americà). A Fort Benning, Gavin aprengué a desenvolupar i confiar en el seu propi estil de comandament. Per un altre costat, va ser durant la seva estada a Fort Benning que la seva situació familiar es va començar a agreujar, separant-se de la seva dona (es divorciarien quan ell va tornar de la guerra).
El 1933, Gavin (que no tenia cap il·lusió per ser instructor de reclutes) va ser destinat al 29è Regiment d'Infanteria a Fort Sill, Oklahoma, a les ordres del General Lesley McNair. El 1936 va ser enviat a les Filipines. Durant la seva estada començà a preocupar-se de la capacitat dels Estats Units per contraatacar els possibles plans d'expansió japonesos. Els 20.000 soldats allà destinats estaven mal equipats (tal com ell mateix va dir, "el nostre armament i equip no era millor del que es va fer servir a la Primera Guerra Mundial". Després d'un any i mig a les Filipines tornà a Washington amb la seva família, servint amb la 3a Divisió d'Infanteria. Gavin va ser promogut a capità i obtingué el seu primer comandament: la companyia K del 7è Regiment d'Infanteria.

### Tornada a West Point
Gavin hagué de tornar a West Point, per treballar a la Facultat de Tàctica. Estava encantat amb aquesta posició, car li permetia desenvolupar les seves habilitats allà. Amb la Blitzkrieg alemanya executant-se a Europa, la Facultat de Tàctica de West Point havia d'analitzar i entendre les tàctiques alemanyes, els vehicles i els armaments. El seu superior de West Point l'anomenà "un instructor natural", i els seus alumnes declararen que era el millor professor que mai havien tingut.
Gavin estava molt preocupat sobre el fet que els vehicles, armament i munició de l'exèrcit eren com a molt una còpia de l'equipament alemany. Va declarar que no hauria de ser suficient copiar als alemanys. Per primer cop parlà sobre el fet d'emprar Forces Aerotransportades.
Es va interessar per l'assalt aerotransportat alemany del Fort Eben-Emael a Bèlgica al maig de 1940, capturat en una nit des del cel per tropes paracaigudistes alemanyes ben equipades. Aquest fet, així com el seu estudi extensiu de les tàctiques de moviment de Stonewall Jackson el van fer presentar-se voluntari per a la nova unitat aerotransportada a l'abril de 1941.

### Construint un exèrcit aerotransportat
Gavin començà l'entrenament a l'Escola Paracaigudista de Fort Benning al juliol de 1941, graduant-se a l'agost. Després de la graduació serví en una unitat experimental. El seu primer comandament va ser la Companyia C del nou 503è Regiment d'Infanteria Paracaigudista. Uns amics de Gavin, William Ryder, comandant de l'entrenament paracaigudista, i William Yarborough, oficial de comunicacions del Grup Aerotransportat Provisional, van convèncer el General William C. Lee que permetés a Gavin desenvolupar les tàctiques i regles bàsiques del combat aerotransportat. Lee seguí la recomanació, i va fer de Gavin el seu Oficial d'Operacions i Entrenament (S-3). El 16 d'octubre de 1941 va ser promogut a Major.
Una de les seves primeres prioritats era determinar com podien emprar-se més efectivament les tropes paracaigudistes. El primer que va fer va ser escriure "FM 31-30: Tàctiques i Tècniques de les Tropes Aerotransportades". Va fer servir informació sobre les experiències soviètiques i alemanyes amb tropes paracaigudistes i traslladades amb planadors, i també usà la seva pròpia experiència sobre tàctica i estratègia. El manual contenia informació sobre tàctica, però també sobre l'organització dels paracaigudistes, quina mena d'operacions podrien portar a terme, i què necessitarien per fer la seva feina de manera efectiva. Temps després, quan se li preguntà com era que la seva carrera havia anat tan de pressa, respongué: "Vaig ser jo qui va escriure el llibre".
Al febrer de 1942 seguí un curs condensat a l'Acadèmia d'Estat Major de Fort Leavenworth, Kansas, que el qualificava per servir a l'Estat Major d'una divisió. Tornà al Grup Aerotransportat Provisional i se li encarregà la construcció d'una divisió aerotransportada. A la primavera de 1942, Gavin i Lee van anar al Quarter General de l'Exèrcit a Washington per discutir l'ordre de batalla de la 1a divisió aerotransportada dels Estats Units. La 82a Divisió d'Infanteria (amb seu a Camp Claiborne, Louisiana) va ser l'escollida per convertir-se en aerotransportada. La influència de Lesley McNair va fer que la composició inicial de la 82a Divisió Aerotransportada fos de 2 regiments d'infanteria de planadors i un regiment paracaigudista, amb artilleria i d'altres unitats de suport.
Gavin esdevingué l'oficial comandant del 505è Regiment d'Infanteria Paracaigudista a l'agost de 1942, i poc després va ser promogut a Coronel. Gavin construí el seu regiment des de zero, buscant la millor forma per assolir la seva visió i els seus objectius. Gavin liderava les seves tropes en les llargues marxes i en les sessions d'entrenament, creant ell mateix les missions d'entrenament i saltant el primer (aquesta pràctica segueix vigent encara avui a les unitats paracaigudistes).

### Preparatius pel combat
Al febrer de 1943 la 82a Divisió Aerotransportada va ser seleccionada per participar en la Invasió aliada de Sicília. Això va ser tota una sorpresa per la divisió, car molts pensaven que seria la 101 (doncs era comandada pel "pare" de la idea aerotransportada, William Lee. Com que no hi havia prou planadors perquè ambdós regiments de planadors participessin, el 326è va ser retirat al darrer moment i reemplaçat pel 505è Regiment de Gavin.
Gavin muntà un darrer salt regimental com a entrenament i demostració, abans que la divisió s'embarqués cap al Nord d'Àfrica. En un accident van morir 3 soldats, la qual cosa originà una caiguda de la moral. El 10 d'abril Ridway exposà que la seva propera missió seria l'Operació Husky, la invasió de Sicília. El regiment de Gavin seria el primer a saltar. Per Gavin era excitant i estimulant que la primera operació paracaigudista a mida de regiment de la història del nostre exèrcit sigui el 505è.
El 29 d'abril de 1943, Gavin abandonà el port de Nova York a bord del SS Monterrey. El comboi que els portaria fins al nord d'Àfrica consistia en 23 bucs de transport de tropes, 8 destructors, un portaavions i el cuirassat Texas. El comboi arribà a Casablanca el 10 de maig de 1943. Van desembarcar a Oujda, una ciutat al desert on les temperatures podrien arribar a 60 °C. Per fer les coses pitjors, el campament sovint era visitat pels lladres. Durant el període d'espera a Oujda, els homes gairebé no tenien cap entrenament i la moral s'empitjorà.
Llavors, va esclatar un conflicte entre els comandants britànics i americans sobre qui subministraria els paracaigudistes i qui els avions. El general Eisenhower va haver d'intervenir i decidí que els americans aportessin 250 avions i els britànics 150. El General Patton suggerí que es realitzés la invasió de nit, però tant Ridgway com Gavin van mostrar-se en desacord perquè no s'havien practicat els salts nocturns. Després de diverses baixes durant els salts de pràctica, Gavin cancel·là tots els salts fins a la invasió.
El regiment va ser transportat a Kairuan, Tunísia, el 9 de juliol a les 10 del matí van entrar als avions que els portarien fins a Sicília. La missió era aterrar durant el Dia-D –1 al nord i a l'est de Gela i capturar i mantenir sota control la zona dels voltants per tallar la línia de subministraments alemanya i malmetre les seves comunicacions. Una hora abans de l'hora H del dia D haurien d'enllaçar amb la 1a Divisió d'Infanteria i ajudar-la a capturar l'aeroport de Ponte Oliveto. Gavin era el comandant de l'equip de combat, consistent en el 505è, el 3r batalló del 504t, el 456è Regiment d'Artilleria Aerotransporada, la Companyia B del 307è Batalló d'Enginyers Aerotransportats, un pelotó de senyals i algunes unitats afegides (com equips d'observació d'artilleria naval). L'Eix tenia 16 divisions a Sicília (de les quals dos alemanyes), 14 de les quals en disposició de combat.

### Operació Husky
Després d'aterrar, Gavin trobà ben aviat al seu S-3, Major Benjamin H. Vandervoort i al seu S-1, Capità Ireland, i ben aviat reuní una un grup de 20 homes, adonant-se que estaven a kilòmetres de les zones d'aterrament previstes.

### Dia D
Durant el Dia-D, saltà sobre Normandia la nit del 5 al 6 de juny al capdavant del 505è Regiment sobre Sainte-Mère-Église.

### OperacióHorta
Per primer cop, el General Gavin comandaria la 82a Aerotransportada en combat. El diumenge 17 de setembre s'inicià l'Operació Horta. Horta, dissenyada pel Mariscal Bernard Montgomery consistia en un atac aerotransportat portat a terme per 3 divisions: la 1a britànica del General Urquhart, que havia de capturar el pont sobre el Rin a Arnhem, la 101 americana que havia de capturar diversos ponts sobre canals i rierols al sud de Grave, i la 82 que havia de capturar el pont sobre el riu Waal a Nimega, així com els turons de la ciutat veïna de Groesbeek. Gràcies al corredor obert pels paracaigudistes, el XXX Cos britànic avançaria fins a Arnhem, quedant just davant de la frontera alemanya.
La 82a Aerotransportada consistia en els regiments 504, 505 i 508. El 23 de setembre aterraria el 325è Regiment de planadors per reforçar la divisió. Al salt, Gavin aterrà sobre paviment dur en lloc de sobre herba, fent-se mal a l'esquena. Va ser examinat per un metge uns dies després que li digué que la seva esquena estava bé, i continuà la guerra normalment. Cinc anys després es descobrí que s'havia trencat dos discs en el salt.
El moment culminant de la batalla per a la 82a va ser el 20 de setembre amb la travessa del Waal a càrrec del 3r batalló del 504è Regiment, a les ordres del Major Julian Cook. El 504 capturà el pont sobre el riu Waal, però ja era massa tard: el 2n batalló del Regiment Paracaigudista de la 1a Aerotransportada britànica havia estat derrotat i no podia mantenir la punta nord del pont d'Arnhem. La Divisió Blindada de Guàrdies, que atacà el costat sud del pont sobre el Waal no podia avançar fins a Arnhem fins que arribés la claror de l'endemà. El tinent coronel Reuben Tucker, comandant del 3r Batalló del 504è Regiment estava furiós.
La divisió restaria a Holanda fins al 13 de novembre, i després es desplaçaria cap a Sisonne et Suippes, França.

### Postguerra
Gavin també desenvolupà un paper principal en la integració a l'exèrcit, començant per la incorporació del 555è Batalló d'Infanteria Paracaigudista (íntegrament compost per negres) a la 82a Divisió.
Després de la guerra, Gavin ascendí al comandament de postguerra. Com a Cap del Departament de l'Exèrcit de Recerca i Desenvolupament, recolzà una "cavalleria" en vehicles blindats lleugers i helicopters, que tindria una gran influència a l'Exèrcit. Es retirà al març de 1958 com a Tinent General.
Tot i treballar en el sector privat, el 1961, el President Kennedy li demanà que servís com a Ambaixador americà a França. Kennedy esperava que Gavin podria millorar les deteriorades relacions diplomàtiques amb França, donada la seva experiència amb els francesos durant la II Guerra Mundial i la seva relació durant la guerra amb el President francès Charles de Gaulle. Kennedy l'encertà i Gavin serví com a ambaixador entre 1961 i 1962. Posteriorment, el President Carter pensa en Gavin (tot i els seus 70 anys) per càrrec de Director de la CIA, abans de situar al càrrec a Stansfield Turner.
Gavin va morir el 23 de febrer de 1990. Les seves despulles descansen al Cementiri de West Point.
Va ser interpretat per Robert Ryan a la pel·lícula El dia més llarg i per Ryan O'Neal a Un pont massa llunyà. El General Gavin serví com a conseller en ambdues pel·lícules.

## Condecoracions

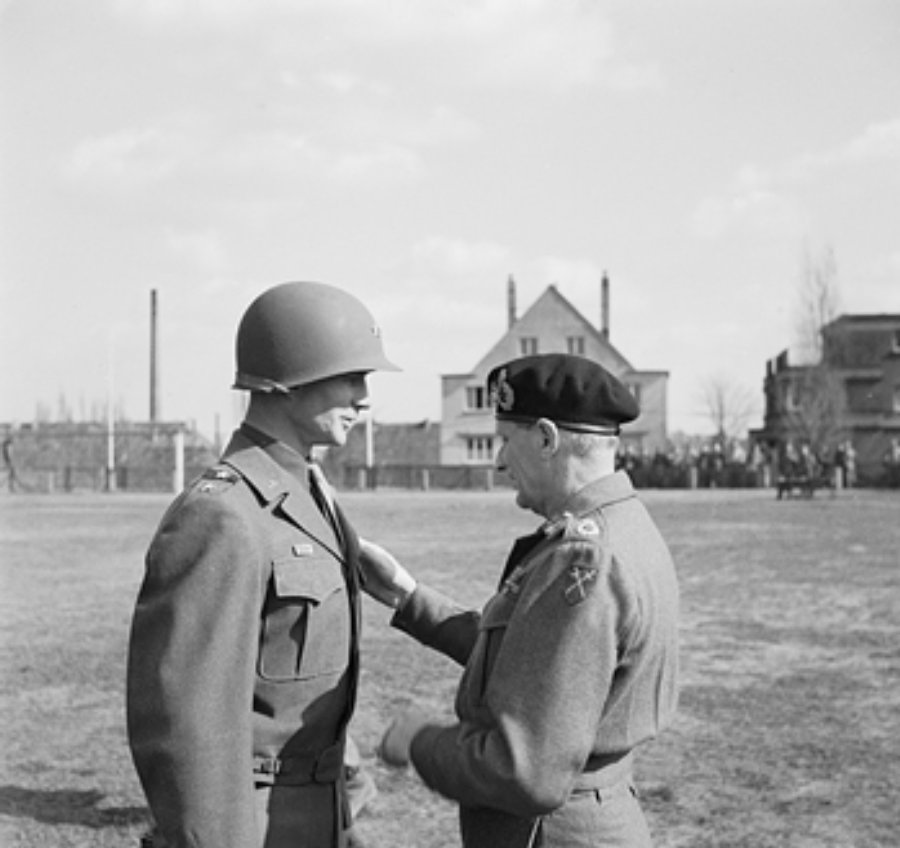
El General Gavin rep l'Orde del Servei Distingit de mans del Mariscal Montgomery

- Creu del Servei Distingit amb una fulla de roure
- Medalla del Servei Distingit a l'Exèrcit
- Estrella de Plata
- Estrella de Bronze
- Cor Porpra
- Medalla de la Campanya Europea-Africana-Orient Mitjà
- Medalla de la Victòria a la II Guerra Mundial
- Insígnia d'Infanteria de Combat
- Orde del Servei Distingit (Regne Unit)
- Legió d'Honor (França)
- Creu de Guerra 1939-1945 (França)